# Аманірена
Аманірена (мж 60 до н. е. і 50 до н. е. — 10 до н. е.) — цариця (кандаке) Куша в 40—10 роках до н. е.

## Життєпис
Ймовірно, була донькою або сестрою Акракамані, стала дружиною Терітеки, який напевне був її братом. Народилася між 60 і 50 роками до н. е. На стелі з Хамадаба є згадка про Аманірену.
Близько 40 року до н. е. стала царицею, напевне, спільно з Терітакою. Втім невдовзі набула значного впливу. До 29/26 року до н. е. після смерті Терітеки отримала одноосібну владу, прийнявши незвичний титул цар і цариця.
В цей час римські війська під орудою Октавіана підкорили Єгипет, але коли більшість легіонів близько 29 року до н.е. залишили його, в Фіваїді почалося повстання під орудою жерців. Останнім допомогу надала Аманірена. Втім повсталі зазнали поразки, перешедши до партизанських дій.
У 25 році до н. е., коли Елій Галл, префект Єгипту, розпочав похід до Щасливої Аравії, Аманірена спрямувала до Верхнього Єгипту своє військо на чолі з сином (або іншим родичем) Акінідадом, яке задало римським загонам поразки біля Асуана і Філ, потім вигнало жидів з о. Елефантіна. За цим було здійснено спробу заволодіти Фіваїдою.
Страбон описує Аманірену як люту однооку царицю, яка захопила кілька римських фортець на півдні Єгипту. Її армія повернулася з бронзовою головою Октавіана Августа, знятою зі статуї римського імператора. Потім цариця поховала її під ступенями храму, присвяченого перемозі. Цю голову було знайдено в Мерое в 1912 році (наразі знаходиться в Британському музеї).
Кушити були витіснені з Асуана Гаєм Петроній, який призначається новим префектом Єгипту. Римські війська увійшли до Нижньої Нубії. В свою чергу Аманірена зробила спробу захопити фортецю Падеме, але Петроній випередив її. Також римляни сплюндрувати релігійний центр Куша — Напату. Після цього почалися перемовини, що завершилися у 21/20 році до н. е. За підсумками було укладено мирний договір, що мав чинність до кінця III ст. н. е. За його умовами римляни залишали Нижню Нубію, але зберігалися війська в прикордонній області Тріаконтасхойнос (відома також як Додекасхойнос), при цьому Куш залишався незалежним від Римської імперії.
В наступні роки намагалася відродити господарство й військо, проте з цього часу починається ослаблення військової потуги царства. Померла близько 10 року до н. е. Була похована в піраміді № 4 в Джебель-Баркал. Оскільки її син або офіційний спадкоємець Акінідад помер на той час, трон спадкувала Аманішахете, яка за різними версіями була сестрою, донькою або онукою попередниці.